# Макартур, Артур (младший)
Артур Макартур (англ. Arthur MacArthur, 2 июня 1845 — 5 сентября 1912) — американский генерал-лейтенант, участник ряда войн, генерал-губернатор Филиппин (1900—1901).

## Биография
Артур родился в Чикопи-Фолс, штат Массачусетс; его отцом был Артур Макартур-старший, который в 1856 году на 4 дня стал губернатором штата Висконсин.
Когда в 1861 году началась Гражданская война в США, молодой Артур Макартур записался в 24-й Висконсинский добровольческий пехотный полк, приняв участие в битве при Чикамоге, сражении при Стоун-Ривер, битве при Чаттануге, битве за Атланту. Во время штурма Миссионерского хребта 25 ноября 1863 года 18-летний Артур Макартур в критический момент водрузил на гребне хребта полковое знамя, крикнув «Вперёд, Висконсин!». За это он был удостоен Медали Почёта и получил временное звание полковника, став известным в армии северян как «мальчик-полковник».
По окончании Гражданской войны Артур Макартур поначалу вернулся к мирной жизни и приступил к изучению права, однако несколько месяцев спустя решил, что это — не для него, и вновь вступил в армию. 23 февраля 1866 года он стал 2-м лейтенантом 17-го пехотного полка, а уже на следующий день был произведён в первые лейтенанты. За выдающиеся заслуги в годы Гражданской войны уже в сентябре 1866 года он получил звание капитана; однако из-за малого размера армии мирного времени ему пришлось оставаться в звании капитана следующие двадцать лет. В 1884 году он стал командующим Форт-Селденом в Нью-Мексико и принял участие в борьбе с Джеронимо. В 1886 году он был направлен в пехотно-кавалерийскую школу в Форт-Ливенворте (Канзас). В 1889 году он стал майором, а в 1897 — подполковником.
После начала в 1898 году Испано-американской войны Артур Макартур получил в июне временное звание бригадного генерала и возглавил 3-ю экспедицию на Филиппины, где ему пришлось командовать войсками при штурме Манилы. По окончании войны он получил звание генерал-майора добровольцев.
После начала Филиппино-американской войны Артуру Макартуру пришлось вновь вернуться на Филиппины и опять брать Манилу. Когда война из стадии регулярных боевых действий перешла в стадию борьбы с партизанским движением, Артур Макартур возглавил Департамент Северного Лусона. В январе 1900 года он получил звание бригадного генерала регулярной армии и стал военным губернатором Филиппин. После захвата Эмилио Агинальдо Артур Макартур вынудил его призвать своих соратников к прекращению борьбы против США. В 1902 году Артур Макартур был произведён в генерал-майоры.
В связи с назначением гражданским губернатором Филиппин Вильяма Тафта, который часто конфликтовал с Макартуром, Артур Макартур был переведён с Филиппин на пост главы Тихоокеанского департамента армии США с производством в генерал-лейтенанты. Впоследствии он занимал различные посты, в 1905 году присутствовал в Маньчжурии в качестве наблюдателя на Русско-японской войне, а затем стал военным атташе в Японии. В 1906 году Артур Макартур вернулся в США и вновь возглавил Тихоокеанский департамент. В этом же году освободился пост начальника штаба сухопутных войск, и Макартур был самым вероятным кандидатом на неё, но Тафт, ставший к тому времени военным министром, не допустил, чтобы он её занял.
2 июня 1909 года Артур Макартур, которому исполнилось 64 года, ушёл в отставку с военной службы. В 1912 году он скончался от инфаркта.

## Семья и дети
Артур Макартур был женат на Мэри Пинкней Харди Макартур. У них было трое сыновей:
- Артур Макартур-третий (1876—1923)
- Малькольм Макартур (1878—1883)
- Дуглас Макартур (1880—1964)